# Raumprogramm

Beispielhaftes Raumprogramm einer kleinen Wohnung.

Das Raumprogramm steht am Anfang einer Bauplanung und wird vom Bauherrn im Rahmen der Projektentwicklung, z. B. der Vorbereitung eines Architekturwettbewerbs durch das Wettbewerbsmanagement, zusammengestellt. Es stellt einen ersten detaillierten Überblick der Bauaufgabe dar und dient im weiteren Verlauf als Grundlage der Gebäudeplanung.

## Merkmale
Ein Raumprogramm kann sowohl für Neubauten als auch in der Altbausanierung ein sinnvolles Arbeitsmittel darstellen. Mit Hilfe des Raumprogramms kann Umfang und Ausstattung der wesentlichen Gebäudenutzungen dargestellt werden, ohne einen Anspruch auf Vollständigkeit und/oder Abgeschlossenheit. Es dient dem Bauherrn als Arbeitsmittel seine Anforderungen und Wünsche zusammenzustellen und zu detaillieren. Dem Architekten dient es als eine erste Orientierung für den Gebäudeentwurf, ohne selbst bereits einen räumlichen Entwurf zu beinhalten.

## Bestandteile
Das Raumprogramm stellt üblicherweise eine Auflistung der zu erstellenden Räume in tabellarischer Form dar. Dabei können jedem Raum nutzungsabhängige Attribute zugeordnet werden. Art und Umfang des Raumprogramms richten sich nach der späteren Nutzung des Gebäudes.
Dabei ist das Raumprogramm an keine äußere Form gebunden, die Darstellung richtet sich nach den Inhalten. 

## Raumbuch
Neben der Auflistung der gewünschten Räume, dem Planungssoll, kann das Raumprogramm parallel zum Projektfortschritt detailliert und präzisiert werden. So entsteht ein Raumbuch, das Planungsergebnisse für die Ausschreibung von Bauleistungen und Ergebnisse der Bauausführung für den späteren Gebäudebetrieb dokumentiert. Zu den typischen Raumbuchdaten zählen sämtliche Raumeigenschaften wie die Raumfläche, Rauminhalte, Bodenbeläge, Wandbekleidungen, Elemente der Haustechnik wie beispielsweise Elektroinstallationen, Einbauten und Möbel.